# Forskolina
La forskolina (forskolin, Coleus forskohlii) es un labdano diterpeno producido por la planta Coleus (Plectranthus barbatus). La forskolina se usa comúnmente como herramienta en bioquímica para elevar los niveles del adenosín monofosfato cíclico (AMPc, cAMP, AMP cíclico) en el estudio y la investigación de la fisiología celular.
La forskolina activa la enzima adenilil ciclasa (AC) e incrementa los niveles intracelulares de AMPc. El AMPc es un importante segundo mensajero necesario para la respuesta biológica propia de las células a las hormonas y a otras señales extracelulares. 
Además se requiere para la comunicación celular en el eje del hipotálamo/pituitaria y para el control de la generación de hormonas [cita requerida]. El AMP cíclico actúa mediante la activación de las vías de cAMP-sensibles tales como la proteína quinasa A y EPAC.  

## Biosíntesis
- Junto con otros miembros de la larga familia de productos naturales de diterpeno, la forskolina es derivada del Pirofosfato de geranilgeranilo (GGPP). Sin embargo, la forskolina contiene algunos elementos funcionales únicos, entre ellos es clave la presencia de un anillo heterocíclico derivado del tetrahidropIrano. Este anillo se sintetiza después de la formación de los sistemas de anillo de carbono-trans fundido, formado por el carbocatión mediada ciclación. El carbocatión terciario restante se inactiva mediante una molécula de agua. Después de la desprotonación, el grupo hidroxilo restante es libre para formar el anillo heterocíclico. Esta ciclación puede ocurrir ya sea por ataque del oxígeno alcohol en el carbocatión alílico formado por la pérdida de difosfato, o por un SN2’ análogo como desplazamiento del difosfato [1]. Esto forma el sistema de anillo de núcleo de la forskolina.
- Las modificaciones restantes del sistema de anillos de núcleo A supuestamente puede entenderse como una serie de reacciones de oxidación para formar el poli-ol B que luego se oxida y se esterifica para formar los restos éster de cetona y acetato vistos. Sin embargo, debido a que la agrupación de genes biosintéticos no se ha descrito, esta supuesta síntesis podría ser incorrecta en la secuencia de eventos de oxidación / esterificación, que podría ocurrir cualquier otro orden.

## Usos medicinales alternativos
La medicina alternativa, entre ellas, el ayurveda ha utilizado la forskolina de forma milenaria para el trato de problemas cardíacos y respiratorios. Los estudios de laboratorio revelaron que la forskolina muestra propiedades que combaten bacterias, dilatan los bronquios y desinflaman.
En los últimos años la forskolina ha ganado atención en los medios de comunicación por sus aclamadas propiedades para la pérdida de peso. En particular, existen dos estudios en la comunidad científica respecto del coleus forskohlii. Según la publicación Obesity Research, en agosto de 2005, se suministró un suplemento con Forskolina a la mitad de la población y al resto, un placebo. Los resultados encontraron que quienes habían ingerido el suplemento aumentaron su masa muscular. 
La comunidad científica de todos modos, no ha sido concluyente del todo.

## Seguridad
Un estudio ha demostrado que por vía oral la dosis >2000 mg/kg fue letal en ratas.

## Seguridad en embarazo
Es limitada la información respecto del uso de Forskolina en mujeres embarazadas. La seguridad de su consumo no ha sido probada aún.  Por lo cual, la Forskolina debería ser utilizada con precaución o evitada por mujeres embarazadas. 

## Otras lecturas
- Bubolz, A. H.; Li, H.; Wu, Q.; Liu, Y. (2005). «Enhanced oxidative stress impairs cAMP-mediated dilation by reducing Kv channel function in small coronary arteries of diabetic rats». American Journal of Physiology. Heart and Circulatory Physiology 289 (5): H1873-1880. PMID 15937095. doi:10.1152/ajpheart.00357.2005. (enlace roto disponible en Internet Archive; véase el historial, la primera versión y la última).